# ASB Premiership 2010-11
La ASB Premiership 2010/11 fue la séptima edición de la máxima categoría de fútbol del país neozelandés. Fue el primer torneo que tuvo la denominación de ASB Premiership.
Esta competición estuvo compuesta por 8 equipos de las regiones más pobladas del país insular oceánico, Nueva Zelanda. El Waitakere United obtuvo su segundo título consecutivo y su tercer título desde la temporada 2004/05. Como subcampeón quedó el eterno rival del Waitakere, el Auckland City FC.

## Equipos participantes
| Equipo                | Ciudad           | Estadio           | Capacidad |
| --------------------- | ---------------- | ----------------- | --------- |
| Waitakere United      | Waitakere        | Fred Taylor Park  | 10.000    |
| Auckland City         | Auckland         | Kiwitea Street    | 4.000     |
| Team Wellington       | Wellington       | Newtown Park      | 5.000     |
| Canterbury United     | Christchurch     | English Park      | 8.000     |
| Hawke's Bay United    | Napier           | Bluewater Stadium | 4.000     |
| Waikato Football Club | Hamilton         | Fred Jones Park   | 2.000     |
| Otago United          | Dunedin          | Carisbrook        | 29.000    |
| YoungHeart Manawatu   | Palmerston North | Memorial Park     | 8.000     |

## Tabla de posiciones
J: partidos jugados; G: partidos ganados; E: partidos empatados; P: partidos perdidos; GF: goles a favor;
 GC: goles en contra; DG: diferencia de goles; Pts: puntos

| Pos | Equipo              | PJ | G  | E | P  | GF | GC | Dif | Pts |
| --- | ------------------- | -- | -- | - | -- | -- | -- | --- | --- |
| 1   | Waitakere United    | 14 | 12 | 0 | 2  | 39 | 12 | +27 | 36  |
| 2   | Auckland City FC    | 14 | 9  | 3 | 2  | 29 | 12 | +17 | 30  |
| 3   | Team Wellington     | 14 | 7  | 2 | 5  | 28 | 23 | +5  | 23  |
| 4   | Canterbury United   | 14 | 6  | 2 | 6  | 20 | 19 | +1  | 20  |
| 5   | Hawke's Bay United  | 14 | 5  | 4 | 5  | 18 | 22 | -4  | 19  |
| 6   | Waikato FC          | 14 | 4  | 3 | 7  | 21 | 33 | -8  | 15  |
| 7   | Otago United        | 14 | 3  | 3 | 8  | 15 | 30 | -15 | 12  |
| 8   | YoungHeart Manawatu | 14 | 1  | 1 | 12 | 19 | 38 | -19 | 4   |

|  | Clasificación a los playoffs y la Liga de Campeones de la OFC 2011/12 |

|  | Clasificación a los Playoffs |

## Playoffs

### Semifinales
| Team Wellington | 0:2 | Auckland City   |
| Auckland City   | 5:1 | Team Wellington |

| Waitakere United  | 6:2 | Canterbury United |
| Canterbury United | 1:0 | Waitakere United  |

### Final
| Waitakere United | 3:2 | Auckland City |

| Bandera de Nueva Zelanda            |
| Campeón Waitakere United 3.º título |